# Deutsche Tinnitus-Liga
Die Deutsche Tinnitus-Liga e. V. (DTL) mit Sitz in Wuppertal vertritt als gemeinnützige Selbsthilfeorganisation die Interessen der Patienten mit Tinnitus, Hörsturz, Hyperakusis, Morbus Menière und sonstigen Hörbeeinträchtigungen sowie ihrer Angehörigen.
Unter den rund 11.000 Mitgliedern sind auch ca. 500 Fachleute wie Wissenschaftler, HNO-Ärzte, Hörakustiker, Psychologen und Therapeuten als fördernde Mitglieder. Außerdem werden rund 60 Selbsthilfegruppen in Deutschland durch die DTL betreut, die 1986 in Wuppertal gegründet wurde.

## Aufgaben
Der Verein bietet unter anderem individuelle Beratungen durch Experten zu persönlichen, therapeutischen oder sozialrechtlichen Fragen in Form von Arzt-, Psychologen- und Anwaltssprechstunden. Weiterhin werden die Mitglieder bei der Therapiewahl unterstützt und es werden für sie Adressen von Ärzten und Therapeuten bereitgestellt. Der Verein veröffentlicht vierteljährlich die Zeitschrift Tinnitus-Forum sowie Broschüren. Weiterhin klärt der Verein in Veranstaltungen über die Tinnitus-Symptomatik auf. Die Deutsche Tinnitus-Liga unterstützt bundesweit rund 60 Selbsthilfegruppen. Außerdem finden Seminare für Ehrenamtliche der DTL und Gruppensprecher zur Qualifizierung statt. Die DTL beteiligt sich darüber hinaus an gesundheitspolitischen Diskursen und ist in verschiedenen Gremien wie dem Gemeinsamen Bundesausschuss (G-BA) als themenbezogene Vertretung präsent.

## Philosophie
Der Verein vertritt als bundesweiter Zusammenschluss die Interessen der Gesamtheit der von Tinnitus, Morbus Menière, Hörsturz und von Schwerhörigkeit betroffenen Menschen als freier Selbsthilfe-Verband. Der Verein beabsichtigt, die Situation der Betroffenen in gesundheitlicher, gesellschaftlicher und rechtlicher Hinsicht zu verbessern; informiert die Bevölkerung, insbesondere die Betroffenen und bietet entsprechende Aufklärung; fördert Forschung, Lehre und Ausbildung, um den Wissensstand bei Tinnitus zu verbessern und zu verbreiten. Der Entstehung von Ohrgeräuschen und Schwerhörigkeit soll durch Präventivmaßnahmen entgegengewirkt werden.

## Studien und Beteiligung an Leitlinienkommissionen
Der Verein ist über den Wissenschaftlichen Beirat und die fachlichen Fördermitglieder in Wissenschaft und Medizin vernetzt. So gehören Mitglieder des Wissenschaftlichen Beirats unter anderem auch den Leitlinienkommissionen für Hörsturz und Tinnitus an. Die DTL führt zudem regelmäßig Studien zu den Themen Tinnitus und Selbsthilfe durch beziehungsweise beteiligt sich an Studien.